# بورنهام-آن-کروچ
latitudeبورنهام-آن-کروچlongitudeبورنهام-آن-کروچ
بورنهام-آن-کروچ (به انگلیسی: Burnham-on-Crouch) یک منطقهٔ مسکونی در انگلستان است که در شرق انگلستان واقع شده‌است.

## خصوصیات
بورنهام-آن-کروچ ۷٬۶۳۶ نفر جمعیت دارد.